# Annemarie Weber (Lexikographin)
Annemarie Weber (Pseudonyme: A. M. Textor, * 1903) war eine deutsche Germanistin, Übersetzerin und Lexikografin.

## Werdegang
Über das Privatleben von Annemarie Weber ist nichts bekannt. Sie war bis 1945 Redakteurin bei der Kölnischen Zeitung. Nach dem Zweiten Weltkrieg wurde die Zeitung jedoch ab dem 9. April 1945 verboten. Im Juli 1946 erscheint Weber als erste Herausgeberin des Frauenmagazins Welt der Frau. Sie wurde jedoch schon im November desselben Jahres durch Lisbet Pfeiffer abgelöst.
Ihre Bücher veröffentlichte Annemarie Weber unter dem Pseudonym A. M. Textor (lat. textor = Weber) vermutlich, um eine Verwechselung mit der 15 Jahre jüngeren Berliner Schriftstellerin Annemarie Weber zu vermeiden. 1955 erschien ihr Synonymwörterbuch Sag es treffender mit 20.000 sinnverwandten Wörtern. Dieses Buch war sehr erfolgreich und wurde über die Jahre immer wieder aufgelegt. Ab 1996 erschien eine von Renate Morell überarbeitete Neuausgabe mit 25.000 Wörtern. Auch dieses Buch war sehr beliebt und wurde von Morell erweitert und neu aufgelegt. Die letzte Ausgabe erschien 2015 mit 2000 Stichwörtern und 67.000 Wörtern.
1958 veröffentlichte Weber das Fremdwörterbuch Auf deutsch – Das Fremdwortlexikon. Auch dieses wurde über die Jahre erweitert und später von Renate Morell neu aufgelegt. Ab 2002 erschien es unter dem Titel Sag es auf Deutsch. 2008 erschien die letzte Ausgabe. Annemarie Weber trat auch als Übersetzerin von englischen Titeln unter dem Pseudonym A. M. Textor in Erscheinung. Bei Werken, die ab 1971 übersetzt wurden, erscheint wieder ihr richtiger Name Annemarie Weber.

## Werke
- Sag es treffender, Konradin Verlag Robert Kohlhammer, 1955
- Auf deutsch – Das Fremdwortlexikon, Konradin Verlag Robert Kohlhammer 1958

## Übersetzungen
- So kocht man in Spanien, Gerd Hatje, Stuttgart 1957 (Original: Elizabeth Cass: Spanish Cooking, The Citadel Press, New York, 1957)
- So kocht man in Österreich, Gerd Hatje, Stuttgart 1959 (Original: Gretel Beer: Austrian Cooking, André Deutsch, London 1959)
- So kocht man in Italien, Gerd Hatje, Stuttgart 1959 (Original: Robin Howe: Italian Cooking, André Deutsch, London 1959)
- So kocht man in China, Gerd Hatje, Stuttgart 1959 (Original: Frank Oliver: Chinese Cooking, André Deutsch, London 1957)
- Maria Montessori, Leben und Werk, Ernst Klett Verlag, Stuttgart 1959 (Original: Edwin Mortimer: Maria Montessori; Her Life and Work.)
- Ferien auf der Dampfwalze, Thienemann-Esslinger Verlag, Stuttgart 1961 (Original: Mary Cockett: Rolling On, Methuen Publishing, North Yorkshire 1960)
- Die Welt aus der wir kommen. Die Vorgeschichte der Menschheit, Droemer Knaur, München 1961 (Original: Stuart Piggott (Hrsg.): The dawn of civilization. The first world survey of human cultures in early times. McGraw Hill, New York NY 1961)
- Versunkene Kulturen: Geheimnisse u. Rätsel früher Welten., Droemer Knaur, München 1963 (Original: Edward Bacon (Hrsg.):  Digging for History A Survey of Recent World Archaeological Discoveries 1945–1959, A & C Black, London 1960)
- Morgen des Abendlandes: von der Antike zum Mittelalter, Droemer Knaur, München 1971 (Original: David Talbot Rice: The Dawn of European Civilization: The Dark Ages, McGraw Hill, New York 1966)
- Die Welt der Antike. Kulturgeschichte Griechenlands und Roms, Droemer Knaur, München 1964 (Original: Michael Grant: The Birth of western civilization: Greece and Rome. Mcgraw-Hill, New York 1964)